# Nornas

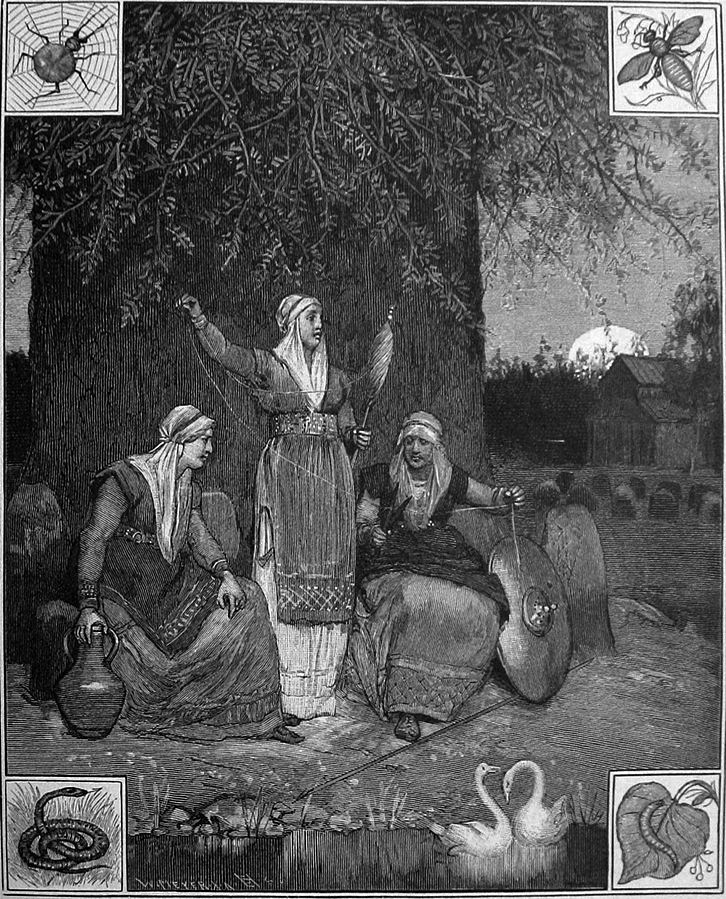
Nornas tecendo suas tapeçarias junto às raízes de Yggdrasil

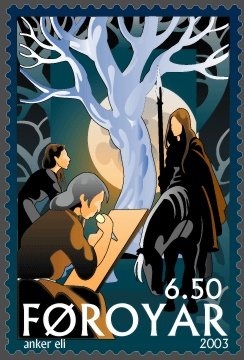
Selo feroês de 2003 com as Nornas

As Nornas são três anciãs da mitologia nórdica que moram em uma das raízes de Yggdrasil. Tem como função tecer o destino dos deuses e homens e zelar pelo cumprimento e conservação das leis que regem as realidades dos homens, dos Aesires, dos elfos, dos anões etc.
Apesar de as nornas serem atribuídas a essas deusas, em crenças escandinavas se tinham as nornas menores, entidades familiares femininas conhecidas como Dísir, que também exerciam papel de tecelãs dos destinos de novos membros nascidos em uma família.  
Diz-se que nasceram da fonte de Urð, fonte da vida, onde cresce o grande freixo Yggdrasill, que guardam. Todas as manhãs regam suas raízes com agua da fonte, para que as folhas permaneçam verdes. São representadas pela jovem, a mãe e a anciã. Urð (passado) é muito velha e vive olhando para trás, por sobre os ombros. Verðandi (presente) é uma mulher madura e olha sempre para o presente e finalmente Skuld (futuro), vive encarapuçada e possui um pergaminho fechado sobre seu regaço, que contém os segredos do futuro. 
Vivem protegidas por um dos ramos da árvore Yggdrasil, junto a um lago.
As nornas, como tecedeiras do destino, são relacionadas às parcas e moiras, das mitologias grega e romana.

## As Valquírias - O Anel dos Nibelungos
O simbolismo das três anciãs encontra-se descrito no drama musical As Valquírias, de Richard Wagner, baseado na mitologia nórdica Anel dos Nibelungos. De acordo com Max Heindel, Urd representa a origem ou estado virgem em relação ao homem e ao universo. Ela tece na roca o fio do destino gerado por nós no passado. Skuld, que significa dívida, representa o presente. Urd entrega-lhe o fio do destino das vidas passadas que devemos expiar neste renascimento. Em seguida, ele é dado a Verdende, cujo nome é derivado de werdende, a palavra alemã para o que há de vir. Ela representa o futuro, e quando o fio do destino, simbolizando a dívida paga na época atual é lhe entregue, ela o parte, pedaço por pedaço. Assim, este símbolo diz que, quando a causa gerada em vidas passadas produziu efeitos nesta vida, a dívida está cancelada para sempre.

## Urd
Urd é a guardiã do Passado, é representada por uma criatura da raça humana de idade extremamente avançada. Dentro de suas obrigações está guardar os mistérios do passado e não metaforicamente não fornecer as chaves dos segredos antigos;

## Verdandi
Verdandi é a vigia do Presente, encarna-se na forma de uma mãe e tudo que acontece é tecido por seus pensamentos. Ela representa o movimento, a continuidade.

## Skuld
Skuld ou Skald é a guardiã do Futuro, representada por uma jovem. Profecias e adivinhações estão relacionadas a ela. Skuld detém o controle de uma das maiores forças do universo: o Destino.